# BMW X1 (F48)
Le BMW X1 (F48) est la deuxième génération du SUV compact de BMW. Il a été annoncé en juin 2015 en tant que successeur de la gamme E84 et il est basé sur la plate-forme UKL2 de BMW. Le modèle successeur est la gamme U11 présenté en juin 2022.

## Historique du modèle

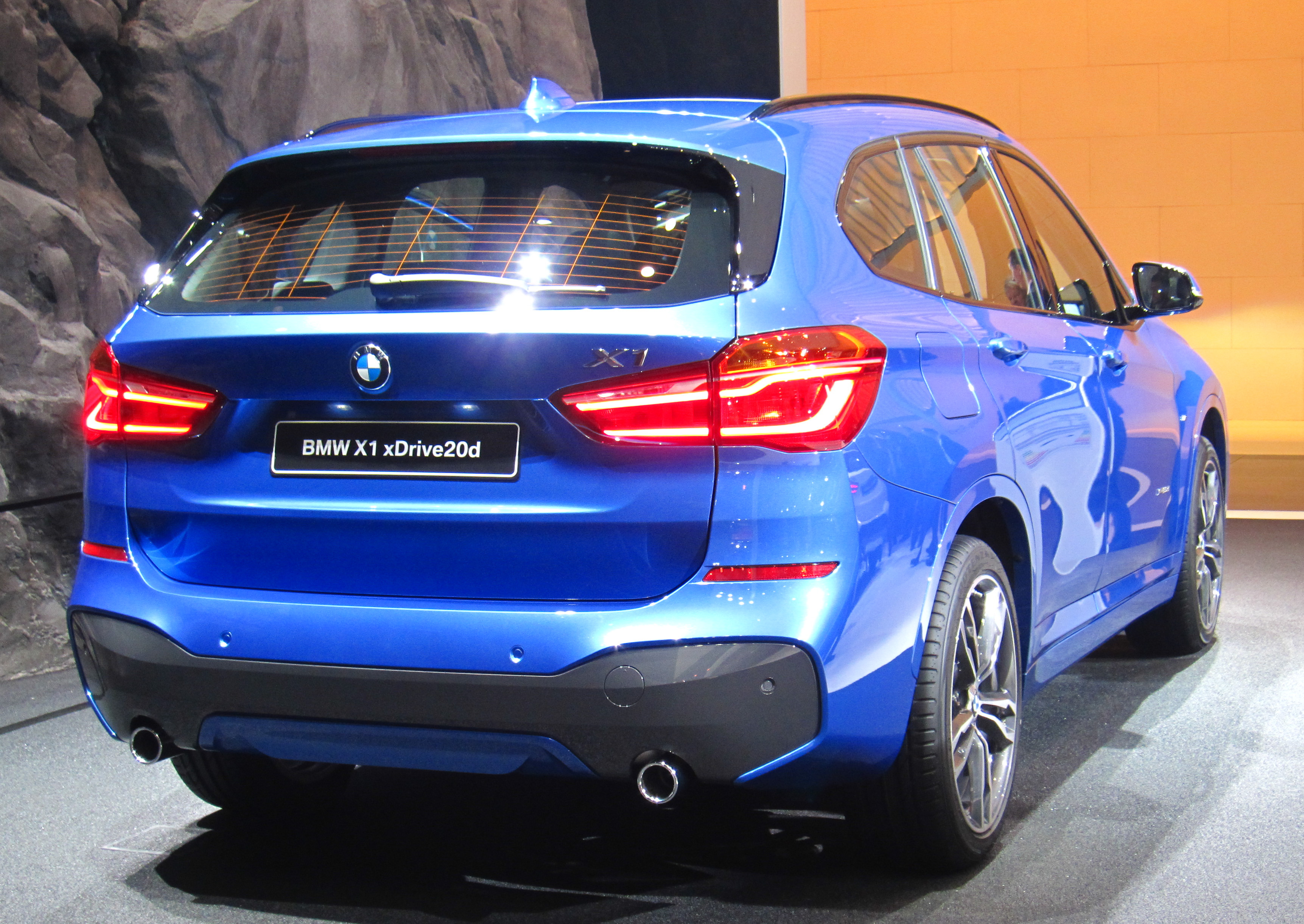
BMW F48 en 2015.

La présentation officielle a eu lieu entre le 17 et le 27 septembre lors du Salon de l'automobile de Francfort-sur-le-Main 2015. Le F48 est produit dans l'usine BMW de Ratisbonne et dans l'usine Nedcar de Born.
Une version étendue du X1, avec la désignation de développement F49, est fabriquée par BMW Brilliance Automotive à Shenyang pour le marché chinois. La version hybride "X1 xDrive25Le iPerformance", disponible uniquement en Chine et présentée au salon de l'automobile de Chengdu 2016, est basée sur la même plate-forme,.
Également exclusivement destiné au marché chinois, le 60H de la marque chinoise Zinoro est basé sur la version longue du X1. Ce véhicule hybride rechargeable a été mis en vente le 23 mars 2017.
Une version révisée du X1 a été présentée mi-2019. Depuis mars 2020, la gamme est également disponible avec un moteur hybride rechargeable en dehors de la Chine.
Plus de 1,1 million de X1 de cette génération ont été vendus.

## Carrosserie et technologie
La principale différence avec le prédécesseur résulte de la plate-forme utilisée, avec des moteurs transversaux et une traction avant. Ainsi, les modèles sDrive, sans transmission intégrale XDrive, n'ont plus la propulsion arrière traditionnelle. Comme le moteur est installé transversalement, BMW a utilisé des transmissions du fournisseur Aisin pour les versions automatiques du X1. (Pour les modèles automatiques avec un moteur installé longitudinalement, BMW utilise généralement des transmissions du fournisseur ZF).
Le coefficient de traînée est compris entre 0,28, et 0,29. Le design provient de l'australien Calvin Luk.

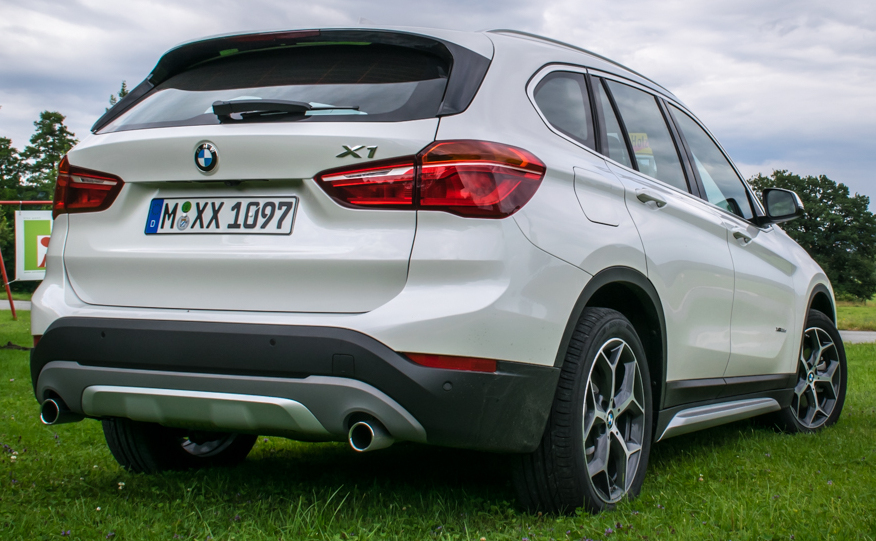
Vue arrière
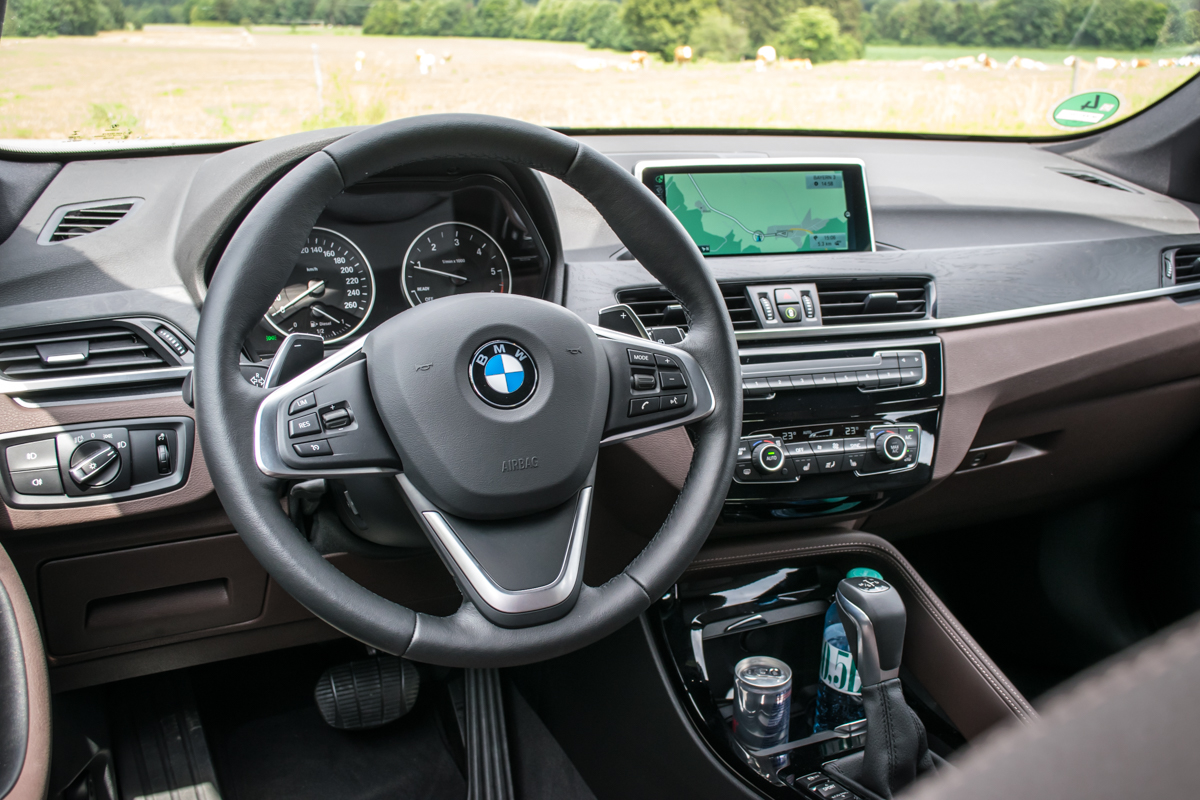
Intérieur
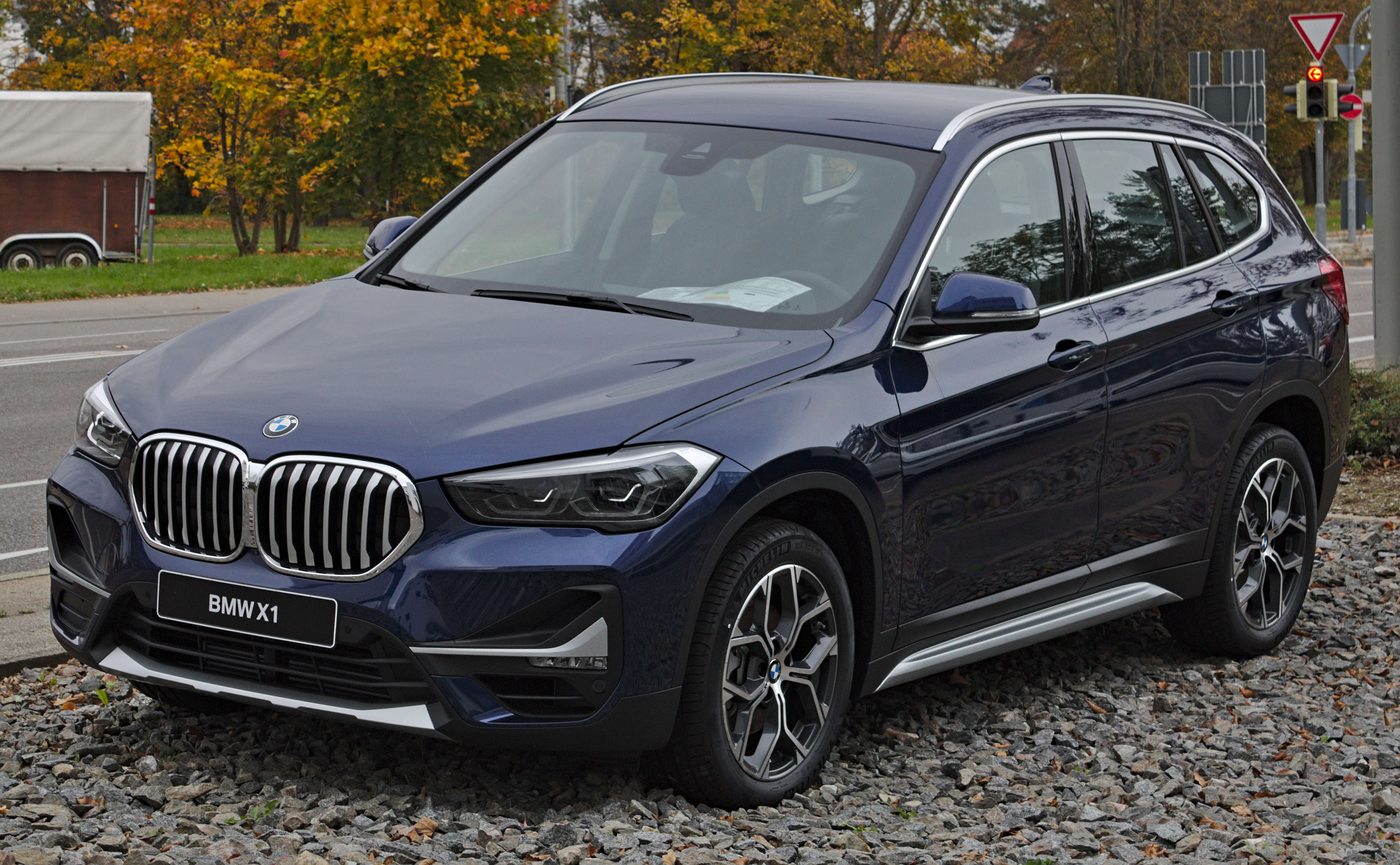
BMW X1 F48 (depuis 2019)
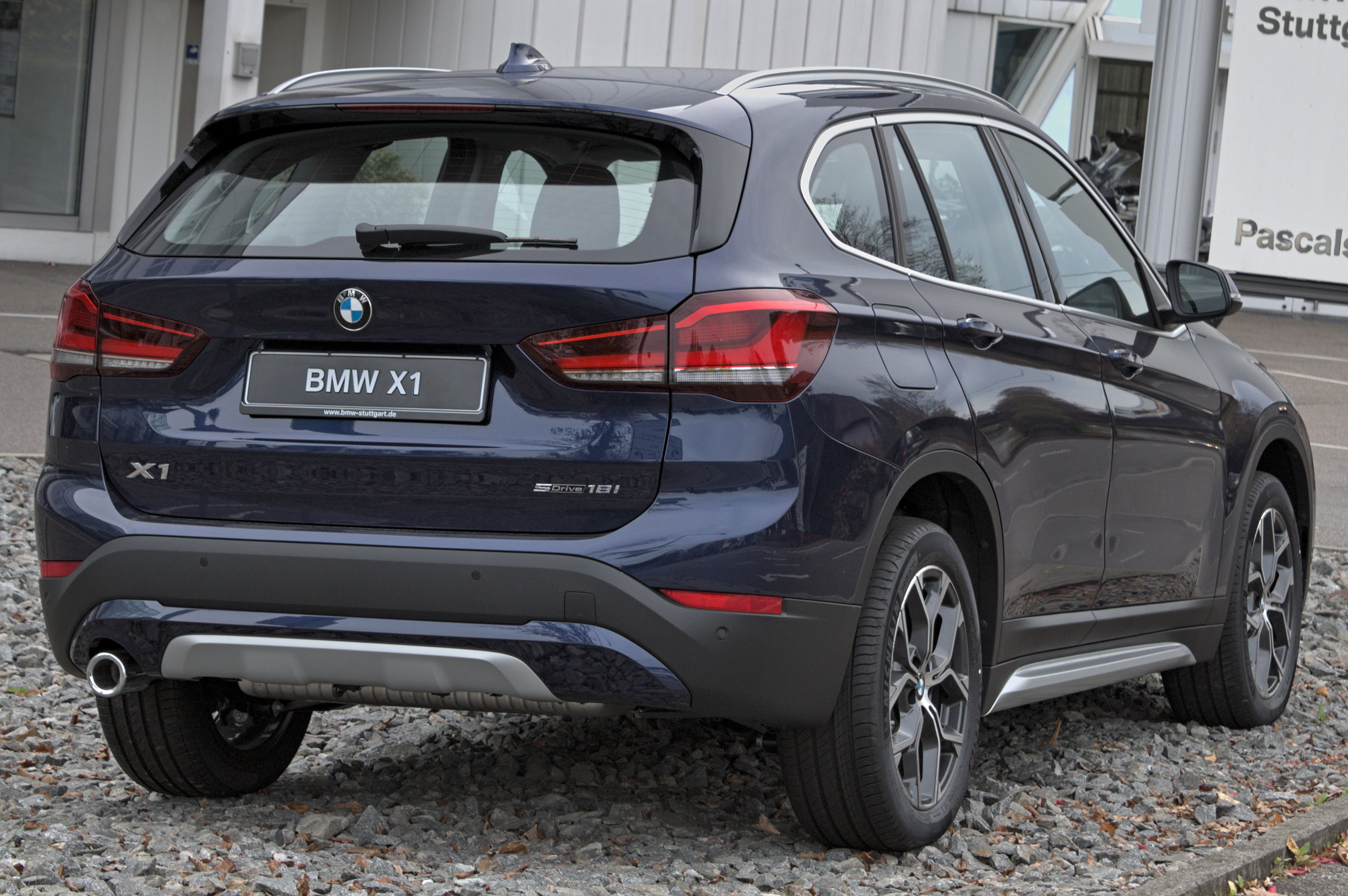
Vue arrière
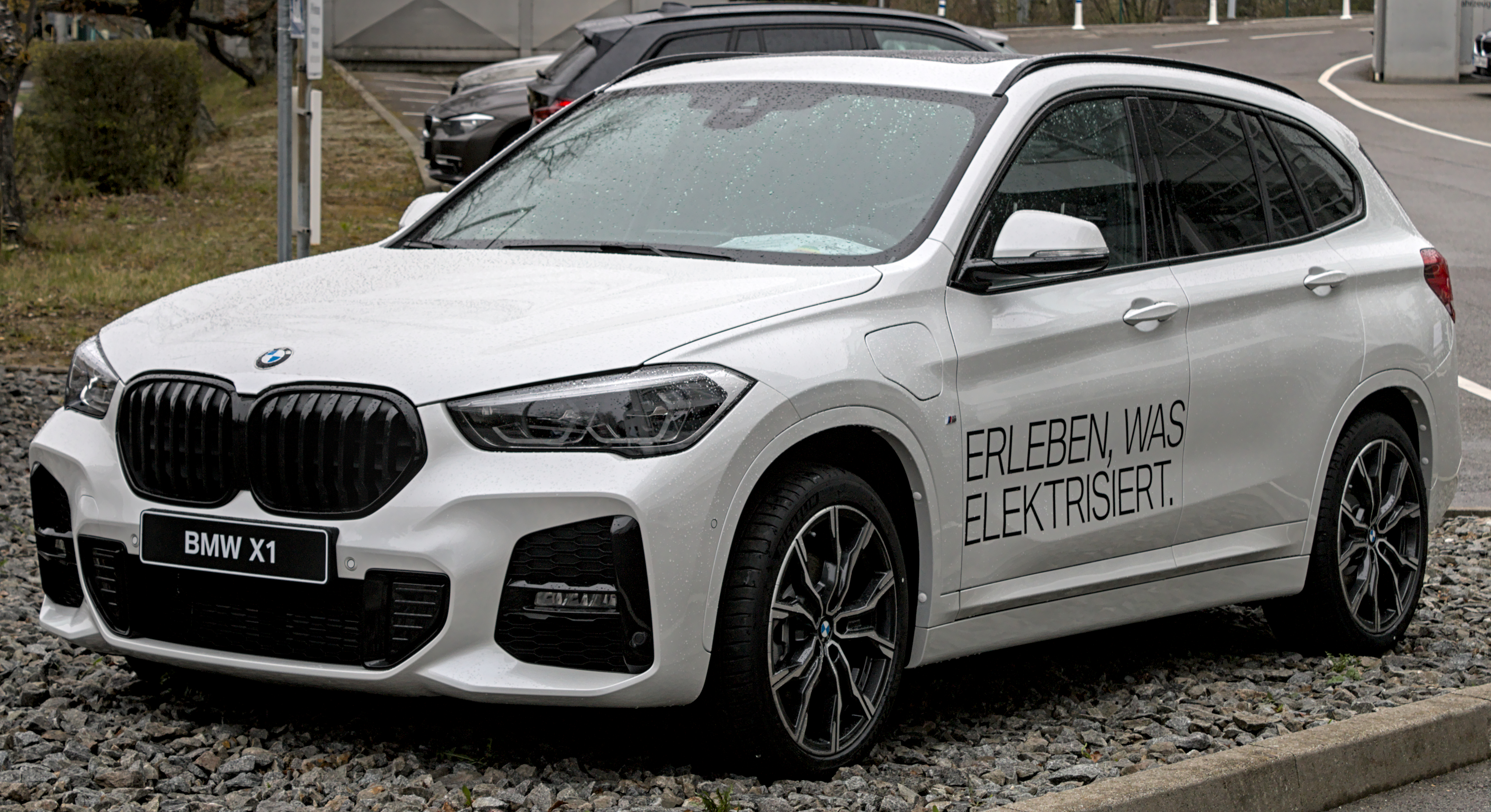
BMW X1 25e F48 (depuis 2020)
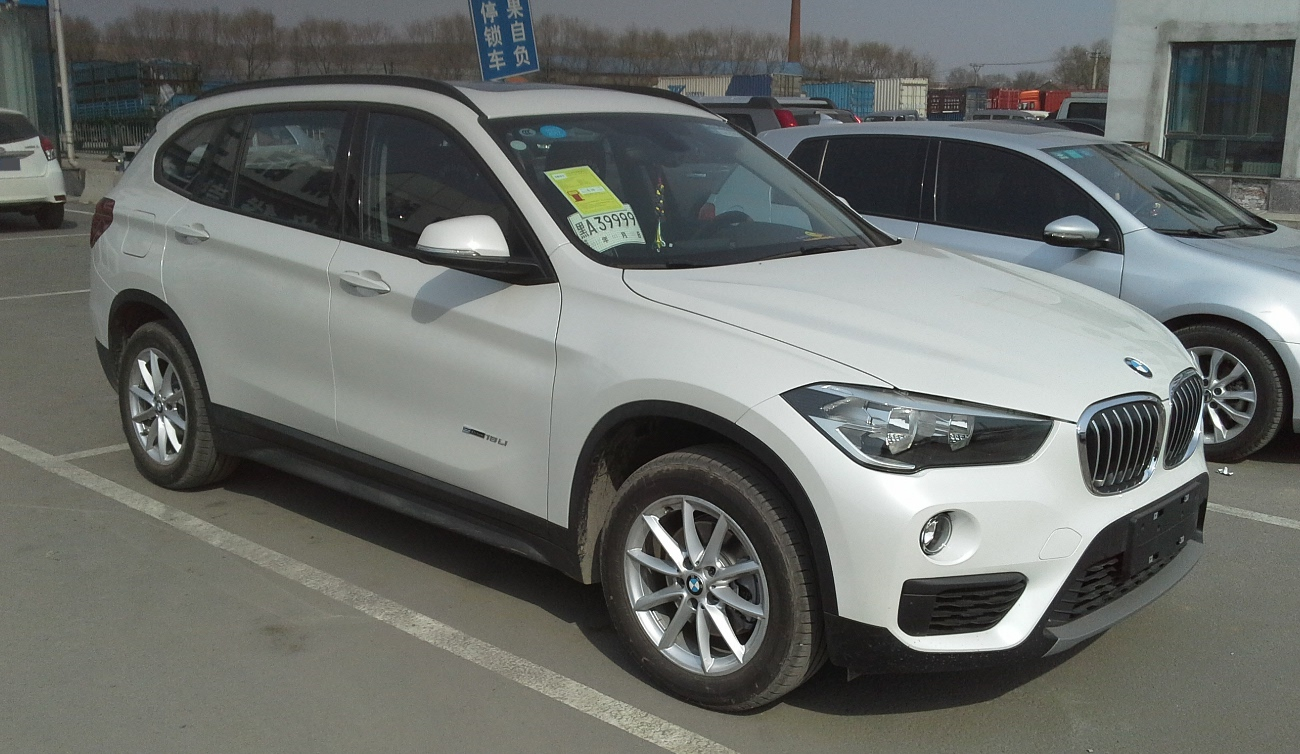
BMW X1 F49 (depuis 2016)
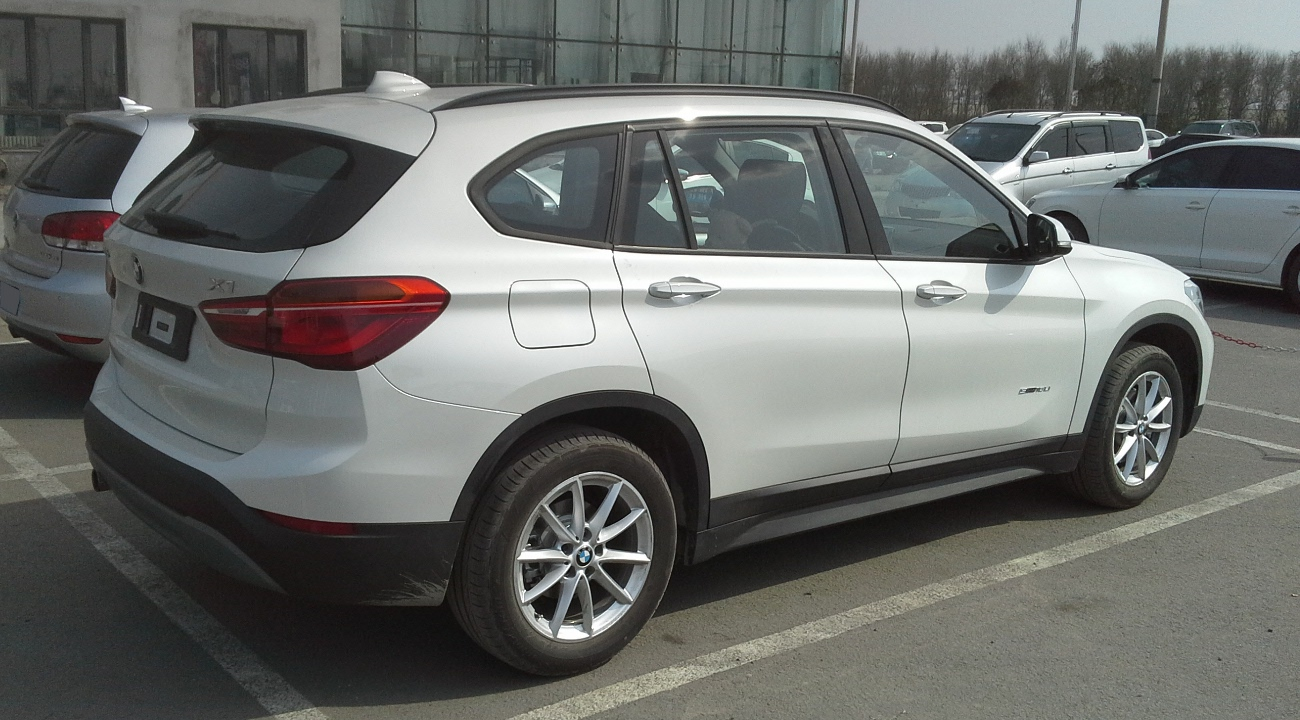
Vue arrière

Le châssis est doté d'un essieu à jambe de force à simple articulation en aluminium/acier léger à l'avant et d'un essieu multibras en acier léger à l'arrière. Toutes les roues ont des freins à disque ventilés.

## Équipement
La liste des équipements comprend, entre autres :
- Toit vitré panoramique (équipement spécial)
- Des doubles phares avec feux de jour et clignotants bi-LED sont disponibles en option.
- Contrôle des performances (répartition du couple aux roues arrière)
- Assistant de conduite (systèmes d'assistance à la conduite, équipement spécial)
- Caméra de recul (équipement spécial)
- Affichage tête haute (équipement spécial)
- Efficient Dynamics (système d'arrêt-démarrage automatique, freinage régénératif et affichage du changement de vitesse)

## Sécurité
En plus du système anti-blocage des roues (ABS) comprenant une assistance au freinage d'urgence et une commande de freinage en virage, il existe un prétensionneur de ceinture et un limiteur d’effort de courroie, ainsi qu’un correcteur électronique de trajectoire avec contrôle de stabilité automatique (appelés contrôle de stabilité dynamique ou antipatinage dynamique chez BMW). Il y a aussi six coussins gonflables de sécurité (« airbags ») : un pour le conducteur, un pour le passager avant, deux latéraux et un de tête pour le conducteur ainsi que pour le passager avant. Certaines variantes de moteur sont disponibles avec la transmission intégrale xDrive.
Les sièges enfants ne peuvent être solidement fixés qu'aux sièges extérieurs de la banquette arrière. Des supports Isofix y sont également disponibles. La désactivation de l'airbag passager avant est de série, de sorte qu'un siège enfant peut être fixé sur le siège passager avant.